# Vilmos Varjú
Vilmos Varjú   (Békés, 10 de juny de 1937 - Budapest, 17 de febrer de 1994) fou un atleta hongarès, especialista en el llançament de pes, que va competir entre finals de la dècada de 1950 i començaments de la de 1970.
El 1964 va prendre part en els Jocs Olímpics d'Estiu de Tòquio, on guanyà la medalla de bronze en la prova del llançament de pes del programa d'atletisme. Als Jocs de 1968 quedà eliminat en sèries en la mateixa prova, mentre als de 1972 fou vuitè, novament, en la prova del llançament de pes.
En el seu palmarès també destaquen dues medalles d'or al Campionat d'Europa d'atletisme, el 1962 i 1966, així com una medalla d'or al Campionat d'Europa d'atletisme en pista coberta de 1966, sempre en la prova del llançament de pes.
A nivell nacional aconseguí el campionat hongarès tretze vegades, de 1958 a 1960 i de 1963 a 1972. Va millorar disset vegades el rècord hongarès, passant dels 16,63 metres als 20,45 metres (1971), rècord que no fou millorat fins al 2001. També va posseir en dues ocasions el rècord europeu.

## Millors marques
- Llançament de pes. 20,45 metres (1971)[4]